# Megadictyna thilenii
Megadictyna thilenii är en spindelart som beskrevs av Dahl 1906. Megadictyna thilenii ingår i släktet Megadictyna och familjen Nicodamidae. Inga underarter finns listade i Catalogue of Life.